# Wiltonhaven
De Wiltonhaven is een haven in Schiedam aan de Nieuwe Maas. Aan deze in 1924 opgeleverde haven was Wilton-Fijenoord gevestigd. In 2003 nam Damen deze werf over en deze heet nu Damen Shiprepair Rotterdam. Ten noorden daarvan ligt het terrein van Huisman, terwijl Mammoet aan de westzijde van de haven het hoofdkantoor heeft in de aan de Vijfsluizerhaven gelegen De Bolder heeft.
Buitenhaven · Korte Haven · Lange Haven · Nieuwe Haven · Spuihaven · Voorhaven · Vijfsluizerhaven · Wilhelminahaven · Wiltonhaven